# Bjørn Strøm
Bjørn Strøm (Svolvær, 11 dicembre 1982) è un ex calciatore norvegese, di ruolo difensore.

## Carriera

### Club
Strøm iniziò la carriera con la maglia del Lofoten, per passare poi al Tromsø. Senza collezionare alcuna presenza in squadra, si trasferì al Tromsdalen. Con questo club, poté esordire nella 1. divisjon: il 12 aprile 2004, infatti, fu titolare nel pareggio per 1-1 contro il Vard Haugesund. Il 23 maggio dello stesso anno, segnò la prima rete in questa divisione: contribuì infatti al successo per 3-1 sullo Haugesund.
Nel 2005, tornò al Tromsø, ove giocò l'unica partita della sua carriera nella Tippeligaen: sostituì Karim Essediri nella sconfitta per 1-0 contro l'Odd Grenland. Tornò poi al Tromsdalen.
Nel 2007, firmò per lo Haugesund. Debuttò in squadra il 9 aprile, nella sconfitta per 2-1 contro il Moss. Il 22 aprile arrivò la prima rete, nel pareggio per 1-1 sul campo dello Hønefoss. Nella stessa stagione, giocò la finale di Coppa di Norvegia 2007, persa per 2-0 contro il Lillestrøm.
Dal 2009, tornò al Tromsdalen.